# HMS Arholma (53)
HMS Arholma var en svensk minsvepare som bildade typfartyg för Arholma-klassen och för en serie av 14 likadana minsvepare som snabbproducerades under andra världskriget. Efter utrangeringen sänktes hon som målfartyg.

## Utlandsresa

### 1950
Gick till Europa. Med på resan var även flygplanskryssaren HMS Gotland och minsveparna HMS Kullen (64), HMS Bredskär (59) och HMS Bremön (55).
Färdväg
1. Karlskrona Avseglade 2 maj 1950
2. Göteborg Avseglade 22 maj 1950
3. Belfast, Irland Anlöpte 26 maj 1950, avseglade 28 maj 1950
4. Brest, Frankrike Anlöpte 2 juni 1950, avseglade 4 juni 1950
5. Rotterdam, Nederländerna Anlöpte 9 juni 1950, avseglade 11 juni 1950

HMS Arholmas vapen

6. Göteborg Anlöpte 14 juni 1950